# Expreso 13 (Metropolitano)
El servicio Expreso 13 es uno de los 15 expresos que forma parte del Metropolitano de Lima. no tiene un color oficial en el que se lo puede reconocer, pero tiene el logo de un "EX13" en los buses troncales.
Se dio a conocer el 20 de diciembre del 2024 a los invitados de la inauguración del nuevo terminal Chimpu Ocllo y dada a conocer al público al día siguiente, fue anunciado a comenzar operaciones el 28 de diciembre.
Empezó a operar el 30 de diciembre para la segunda fase de la operación del nuevo terminal. Es el último expreso agregado por la Autoridad de Transporte Urbano para Lima y Callao (ATU) y su ruta comienza en el nuevo terminal Chimpu Ocllo hasta la estación Central en ambos sentidos.

## Horarios
| Horario de operación | Horario de operación | Horario de operación |
| EXPRESO              | Hacia el Sur         | Hacia el Norte       |
| -------------------- | -------------------- | -------------------- |
| Lunes a viernes      | 05:00 a 10:00        | 05:50 a 10:00        |
| Sábados              | ㅤㅤㅤㅤSin Servicio | ㅤㅤㅤㅤSin Servicio |
| Domingos y feriados  | ㅤㅤㅤㅤSin Servicio | ㅤㅤㅤㅤSin Servicio |

## Estaciones
A continuación, todas las estaciones del Expreso 13, en algunas estaciones se pueden interconectar con diferentes servicios o expresos para una movilización de norte a sur o viceversa más rápida.
| N.º                           | Estación                                         | Común con |
| ----------------------------- | ------------------------------------------------ | --- |
| 1                             | Terminal Chimpu Ocllo (Embarque 3 sur)           | |
| 2                             | Andrés Belaunde (Embarque 2 sur)                 | Expreso 11 |
| 3                             | Universidad de Ingienería (UNI) (Embarque 2 sur) | Regular A · Regular D · Expreso 5 · Expreso 9                                                                                                  |
| RAMAL ALFONSO UGARTE - ESPAÑA |                                                  | |
| RAMAL SUR                     |                                                  | |
| 4                             | Estación Central (Embarque 2 norte)              | Regular A · Regular C · Regular D · Expreso 1 · Expreso 5 · Expreso 6 · Expreso 7 · Expreso 10 · Expreso 11 · Expreso 12 · Super Expreso Norte |

| N.º                           | Estación                                         | Común con                                                                                    |
| ----------------------------- | ------------------------------------------------ | -------------------------------------------------------------------------------------------- |
| 1                             | Estación Central (Embarque 2 norte)              | Regular A · Regular C · Regular D · Expreso 1 · Expreso 5 · Expreso 11 · Super Expreso Norte |
| RAMAL ALFONSO UGARTE - ESPAÑA |                                                  |                                                                                              |
| RAMAL NORTE                   |                                                  |                                                                                              |
| 2                             | Los Incas (Embarque 1 norte)                     | Expreso 11                                                                                   |
| 3                             | Terminal Chimpu Ocllo (Cualquier Embarque Norte) |                                                                                              |

## Lugares recurrentes en los distritos de la trayectoria
Carabayllo
- Academia superior Aula 20: Av. Universitaria 320.
- Mercado Nueva Imagen: Av. Universitaria 295.
- Galería Comercial "Las Canastas": Av. Universitaria 277.

Comas
- Supermercado Metro Belaunde: Av. Universitaria 7595.
- Universidad Privada del Norte (UPN: Av. Víctor Andrés Belaunde 1405.

San Martín de Porres - Rímac
- Sede Universidad de Ingeniería: Av. Gerardo Unger 254
- Fuerte General de División Rafael Hoyos Rubio: Av. Túpac Amaru 100

Centro de Lima - Breña (ramal de Av. Alfonso Ugarte y Av. España.)
- Central Operativa de Investigación Policía Nacional del Perú: Av. España 321.
- Real Plaza Centro Cívico (Conexión directa con la Estación Central)
- (Arriba de la Estación Central) Palacio de Justicia de la Republica del Perú, Av. Paseo de la República
- (Arriba de la Estación Central) Sheraton Lima Historic Center (Hotel Sheraton) Av. Paseo de la República 170.